# Halimeda magnidisca
Espèce
Halimeda magnidisca est une espèce d'algues vertes de la famille des Udoteaceae.